# Dorfkirche Mehrow
| Dorfkirche Mehrow auch Marienkirche | Dorfkirche Mehrow auch Marienkirche                        |
| ----------------------------------- | ---------------------------------------------------------- |
| Nordostansicht                      |                                                            |
| Adresse                             | Mehrow,                                                    |
| Konfession                          | evangelisch-lutherisch                                     |
| Gemeinde                            | Evangelische Gemeinde Mehrow                               |
| Aktuelle Nutzung                    | Gemeindekirche; Kulturort                                  |
| Webseite:                           | kirche-mehrow.de                                           |
| Gebäude                             |                                                            |
| Baubeginn                           | 13. Jahrhundert                                            |
| Erneuerungen und Umbauten           | Ende 17. Jhd. Umbau und Erweiterungen; ab 1991 restauriert |
| Stil                                | frühgotisch, später Barock, dann Neugotik                  |

Koordinaten: 52° 34′ 14,2″ N, 13° 36′ 57,6″ O
Die Dorfkirche Mehrow ist ein Kirchengebäude im Ortsteil Mehrow der Gemeinde Ahrensfelde im Landkreis Barnim des deutschen Bundeslandes Brandenburg. Das evangelisch-lutherische Gotteshaus im frühgotischen Stil entstand im 13. Jahrhundert, wurde mehrfach um- und angebaut und restauriert. Seit den 1990er Jahren steht es unter Denkmalschutz.

## Lage
Das Kirchengebäude ist nahezu geostet, hat die Adresse Mehrower Dorfstraße 9 und steht auf der erhöhten Fläche des früheren Kirchhofs mit einigen erhaltenen alten Grabsteinen. Südöstlich liegt ein großer Dorfteich.
Der südlich des Gotteshauses vorhandene Mehrower Hof ging aus dem früheren Gutshaus hervor.

## Bau- und Kirchengeschichte
Das der Gottesmutter Maria geweihte Kirchengebäude im Ort Mehrow ist eine frühgotische Saalkirche, die im 13. Jahrhundert als Feldsteinkirche errichtet worden ist. Entsprechend der wechselnden Zugehörigkeit der Einwohner zu Herrschergebieten war auch die Kirche nie eine eigenständige Pfarrei. Zunächst gehörte sie zur Probstei Berlin, dann zur Blumberger Kirchengemeinde und wurde schließlich Filiale der Ahrensfelder Dorfkirche.
Im Jahr 1699 erfolgten größere Umbauarbeiten an und in dem Kirchengebäude:
Die kleinen ehemals gotischen Lanzettfenster an beiden Längswänden wurden durch zwei große frühbarocke Stichbogenfenster auf jeder Seite ersetzt und die Türen erneuert. Gleichzeitig erhielt das Haus einen Fachwerk-Kirchturm mit quadratischem Grundriss und spitzem Zeltdach. Eine nachträglich eingezogene Querwand im Kirchenschiff gewährleistete die durch den Turmaufbau ungesicherte Stabilität des Bauwerks; schließlich wurde auch eine Empore eingebaut. Die Jahreszahl dieser Arbeiten ist im Putz über den Ostfenstern mit der Inschrift „[1]699. DER ENE GOT. TOMAS…“ dargestellt.
Ein Blitzeinschlag in den Kirchturm löste im Jahr 1785 einen Brand aus, der wegen starken Nebels nicht rechtzeitig entdeckt wurde. Die Kirche brannte fast vollständig nieder, wurde jedoch auf Initiative des Gutsbesitzers wieder aufgebaut. Als Interimslösung für Gottesdienste stellte er der Gemeinde einen Raum seines Gutshauses zur Verfügung.
Im Jahr 1934 fanden Arbeiten am Kirchturm statt, unter anderem wurden die Turmwände verputzt und eine Wetterfahne mit diesem Datum neu aufgesetzt.
Eine genaue Bestandsaufnahme um das Jahr 1938 ergab folgende Ausstattungselemente im Kirchenraum:
- ein Taufbecken aus Zinn mit einem Durchmesser von 34 Zentimetern und der Inschrift: M. T. v. Klitzingin 1702
- zwei Ölgemälde, in überwiegend warmen Farbtönen gehalten (orangebraun und altrosa) mit den Abmessungen (je) 94 × 128 cm; 
Die Bilder aus der zweiten Hälfte des 18. Jahrhunderts stammten vermutlich aus ehemaligem gutsherrschaftlichem Besitz und stellten die Themen Ruhe auf der Flucht nach Ägypten und Noli me tangere dar. (Im Pfarrhaus befindet sich ein drittes etwas kleineres Gemälde, dessen Sujet nicht bekannt ist.)[3]
- eine zinnerne ovale Oblaten-Dose in barocker Schweifung mit einem Stempel (Engel mit den Buchstaben G B und der Jahreszahl 1801)
- zwei versilberte Messing-Altarleuchter (42 cm hoch, Stempel mit Adler und Rosette, Anfang 19. Jhd.)[3]

An der Ostwand befand sich ein 94 cm hohes hölzernes Kruzifix auf einem mehrseitigen geschweiften Sockel. Kreuz und Korpus stammten aus der Mitte des 18. Jahrhunderts und waren vergoldet. Sie sind aber nicht mehr auffindbar.
Zum Ende des Zweiten Weltkriegs rückte die Rote Armee in Mehrow ein und riegelte den gesamten Ortskern für einige Monate ab, ebenso wie in den Nachbardörfern. In dieser Zeit diente der Kirchenraum als Werkstatt, die Kircheneinrichtung ging teilweise verloren oder wurde unbrauchbar. Der Kanzelaltar an der Ostwand stand nach der Wiederfreigabe der Kirche Ende 1945 noch und wurde 1948 repariert, ebenso wie einige Stufen zum Turm, eine Kirchentür und etliche Bänke.
In der DDR-Zeit, zu Beginn der 1970er Jahre konnte mit staatlicher Hilfe eine umfassende Renovierung und Neuausstattung des Kircheninneren vorgenommen werden: Ein neuer Altar, ein Lesepult und ein Taufbecken wurden angeschafft und an der Giebelwand erhielt ein neues stählernes Kreuz seinen Platz. Dagegen wurde der historische Kanzelaltar abgebaut und ein Wandornament beseitigt.
Nach der Wende bekamen die Kirchen auch im Osten wieder größere Bedeutung für die Menschen. Das Gebäude in Mehrow war inzwischen wieder recht baufällig geworden, so dass eine neue große Sanierung fällig war. Sie begann im Jahr 2000 und umfasste sowohl das Äußere mit der Umgebung wie auch das Innere; unter anderem wurden die Decke erneuert, das Dach neu gedeckt und der Ziegelturm durch eine Holzkonstruktion ersetzt. Letzteres sollte den ursprünglichen Zustand gemäß den Denkmalschutzauflagen wieder herstellen. Die historische mechanische Kirchturmuhr ging dabei vollständig zu Bruch und die Reste wurden entsorgt. Weitere Erneuerungsarbeiten folgten in kleinen Schritten, darunter erhielten der Kirchenraum einen Holzfußboden, die Bänke eine neue elektrische Heizung, die Türen zum Turmraum Glaseinsätze, was mehr Tageslicht hereinlässt. (Der Turmraum wird für die Kinder- und Jugendarbeit der Gemeinde genutzt.)
Noch offen ist der Einbau von Sanitäranlagen (Stand Anfang der 2020er Jahre).

## Architektur

### Außen

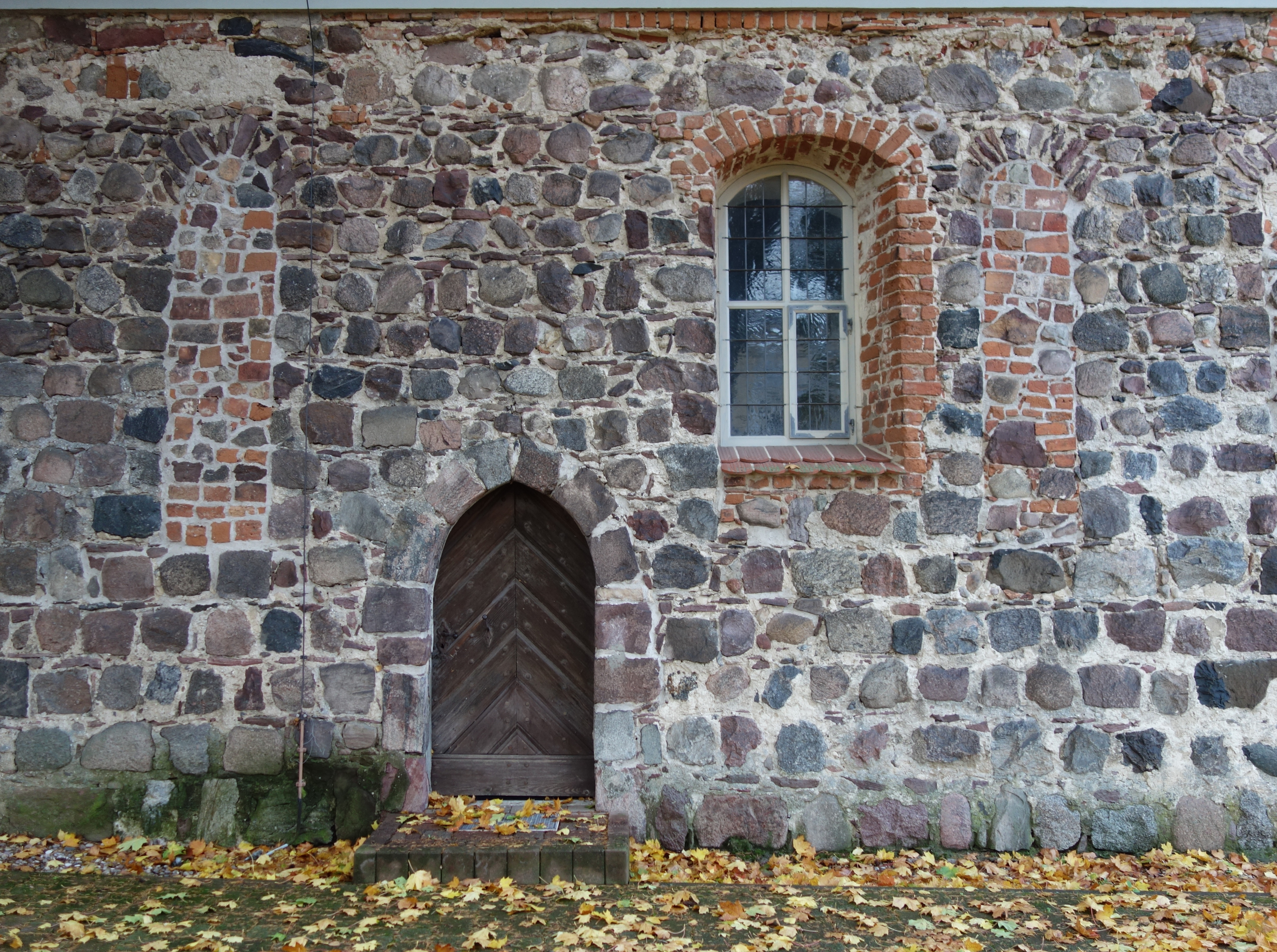
Südportal mit vermauerten Lanzettfenstern

Das knapp 19 m lange und 10 m breite Kirchenschiff trägt ein Satteldach mit 5,4 m Traufhöhe und knapp 10 m Firsthöhe. Es ist steinsichtig verputzt und besitzt keine Apsis und keinen gesonderten Altarraum.
Die früheren Fenster- und Türlagen sind nach Vermauerung durch ihre behauenen Granitgewände sichtbar geblieben und zeigen zwei Pforten auf der südlichen Seitenwand (eine davon weiter in Nutzung), ehemalige drei Fenster am Ostgiebel mit veränderten Fensterformen (nur das mittlere erhalten) und im Ostteil der Südwand eine wieder zugesetzte Flachbogenpforte.

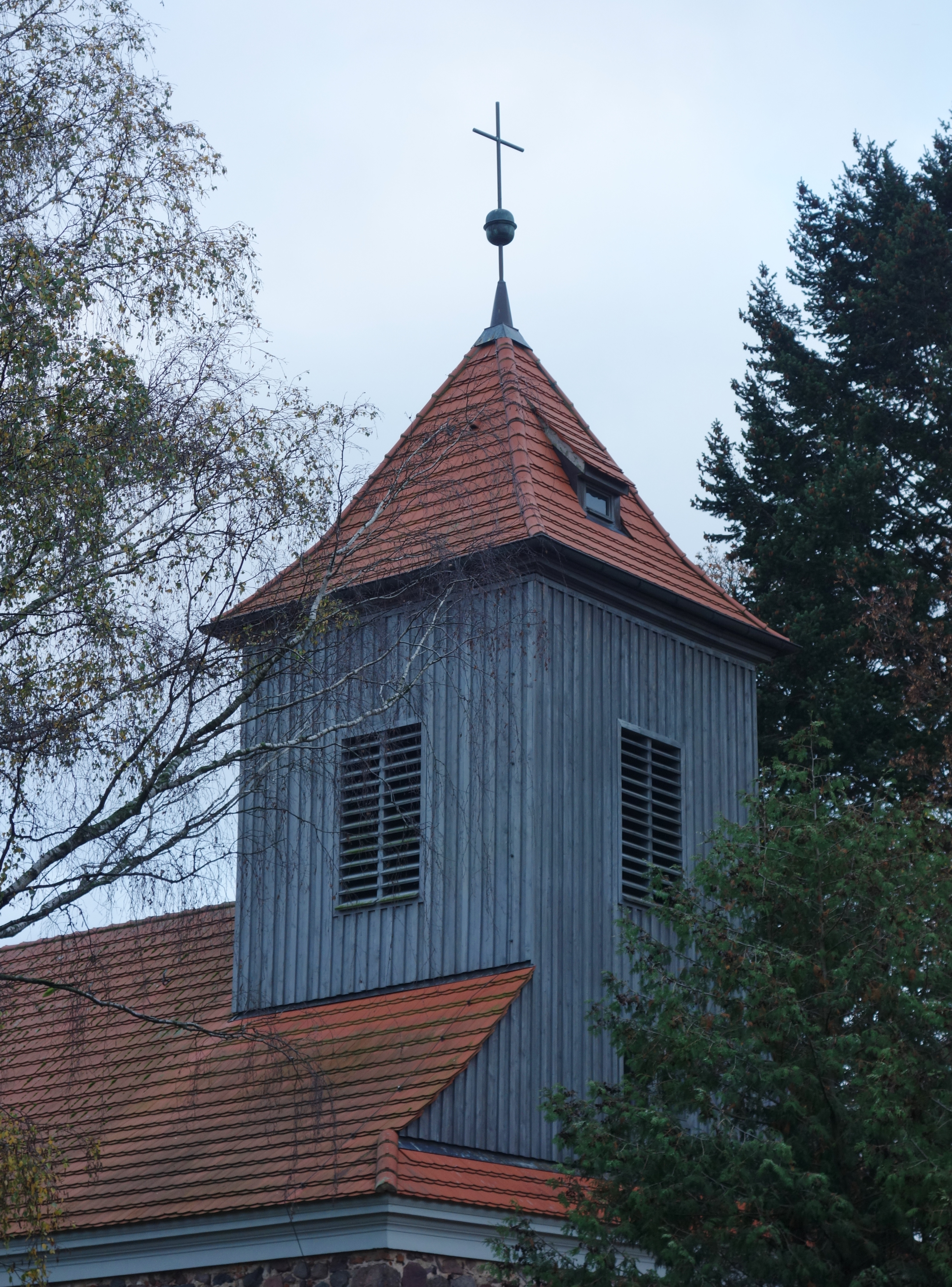
Turm

Über dem Westgiebel erhebt sich ein Dachturm mit quadratischem Grundriss (Seitenlängen außen zirka fünf Meter).
Das Westportal ist mit einem barocken Rundbogenschluss versehen, abgeschlossen mit einer geschnitzten hölzernen Doppeltür.
Das Kirchenschiff trägt ein Kehlbalkendach mit liegendem Stuhl, der Turm verfügt über ein spitzes Zeltdach. Die Dächer sind mit roten Ziegeln gedeckt. Über der Turmspitze befindet sich eine Turmkugel, bekrönt von einem metallenen Kreuz. In der Turmkugel sind Zeitdokumente platziert, die jeweils die letzte Überarbeitung dokumentieren.

### Innen
Innen finden sich eine gerade Putzdecke und die erhaltene barocke Westempore aus dem Jahr 1699.
Die Zwischenwand und die Westwand sind durch zwei langgestreckte Bögen verbunden. Zwischen dem Kirchenschiff und dem Turmraum ist eine hohe Rundpforte eingebaut.
Unter dem Turmraum liegt eine Gruft, in der frühere Gutsbesitzer in Barocksärgen bestattet wurden. Der Lichtschacht zur Gruft wurde zu Beginn der 1950er Jahre zugemauert. Einen offiziellen Zugang zur Gruft gibt es nicht.

## Ausstattung
Die heutige Ausstattung ist schlicht und stammt im Wesentlichen aus den frühen 1950er Jahren, teilweise auch später.

### Altarbereich
Hier befinden sich, aus Stahl und Holz geschaffen, ein neuer Altartisch, ein Lesepult, ein Taufstein. An der geweißten Wand hinter dem einfachen Altar hängt ein hölzernes Kreuz mit eingelegten Metallschienen. An der geraden Wand sind zwei Fenster ohne farbiges Glas in die Querwand eingearbeitet, die kein Tageslicht hereinlassen. Vor diesem Bereich hängt beidseitig je eine zylinderförmige Glasleuchte.
Die historischen Altarleuchter blieben erhalten und werden heute weiter verwendet.

### Fenster, Gestühl und sonstiges
Im Kirchenschiff sind schlichte naturbelassene Kirchenbänke für maximal 150 Besucher sowie ein Ambo mit Hocker vorhanden.
Der Fußboden ist gedielt.

## Orgel
Im 18. Jahrhundert stand auf der Empore eine Orgel, die jedoch schrittweise unbespielbar wurde. So spendete der Berliner Fabrikant Robert Stock, der 1900 Eigentümer des Rittergutes wurde, für die Renovierung des Instruments und des Kircheninneren einen größeren Betrag. Diese Orgel ging im Verlauf des Zweiten Weltkriegs aber verloren.
Erst nach 1965 bekam die Mehrower Kirchengemeinde eine neue Orgel, die als Geschenk der Georgen-Parochial-Kirchengemeinde aus Berlin hierher gelangte. Das kleine Instrument aus dem VEB Frankfurter Orgelbau Sauer verfügt über ein Gehäuse aus naturfarbenem Eichenholz mit abschließbaren Türen und erinnert eher an ein Harmonium. Die Orgel steht nun direkt im Altarbereich und besitzt ein Manual (F-d3) mit drei Registern in der Disposition: (Holz-) Gedackt 8', Rohrflöte 4', Principal 2'. Sie ist ein mechanisches Schleifladeninstrument mit nachgerüstetem elektrischen Gebläse und zwei Pedalen.

## Glocken
Im Turm hängt aktuell (Stand 2023) eine Bronze-Glocke. Sie ersetzte zusammen mit einer weiteren größeren Glocke im Jahr 1828 ein älteres Geläut, deren „Töne so jämmerlich (seien), daß nur Mißgefühle in den Herzen derer, welche die Kirche besuchen wollten, dadurch hervorgerufen würden; bei Beerdigung der Todten der christlichen Gemeinde insonderheit könnten die Glocken gar nicht gebraucht werden, weil sie mehr stöhrten und widrig stimmten als das Gemüth zu erheben vermöchten“.
Der damalige Pfarrer Karl Busch erbat vom König ein „Grandengeschenk“, um neue Glocken bestellen zu können, was ihm auch gewährt wurde: 137 Taler 16 Gulden wurden zugesagt und gezahlt. Zusätzlich musste die Gemeinde selbst einen Teil der Finanzierung übernehmen, wofür der Rittergutsbesitzer Amtmann Luther, der Pfarrer selbst  und weitere Privatpersonen Beträge spendeten. Die Glockengießerei E. L. W.Thiele in Alt-Berlin hatte den Auftrag erhalten und bekam die alten Glocken zum Miteinschmelzen. Die zwei Glocken hatten folgende technische Daten:
| Name / Beschreibung | Gewicht                        | Bemerkungen |
| ------------------- | ------------------------------ | --- |
| die größere         | 7 Zentner, 18 ¼ Pfund = 360 kg | Sie musste im Zweiten Weltkrieg als Metallspende des deutschen Volkes für Kriegszwecke abgeliefert werden.        |
| die kleinere        | 3 Zentner 105 Pfund = 202,5 kg | Seit 2007 mit einem elektrischen Läutewerk bedienbar. Die Glocke hat am unteren Rand einen Durchmesser von 70 cm. |

Die Einweihung konnte 1828 am 11. Sonntag nach Trinitatis in „einer zahlreichen christlichen Versammlung von nahe und auch von Ferne“ gefeiert werden. Die zur Verfügung stehende Summe wurde zum größten Teil für den Guss ausgegeben, zusätzlich waren Läuteseile, Transportgeld für die Glocken und Schmiedearbeiten davon zu bezahlen.

## Gemeindeleben und Seelsorge
Zur besseren Wahrnehmung des Kirchengebäudes wurde in den 2010er Jahren in einem Bürgerdialog verabredet, das Gotteshaus an jedem ersten Sonntag im Monat interessierten Besuchern zu öffnen, sie ist dann eine offene Kirche und wird von einem Einwohner oder Gemeindemitglied betreut.
Pfarrer mit ihren Amtszeiten (Auswahl)
- um 1574 : Daniel Strackmann
- 1636–1654: Christian Röseler
- 1654–1661: Georg Busch
- 1661–1675: Joachim Stegemann (andere Quelle: 1691)
- 1691– 694: Gottfried (oder Georg?) Heinsius
- 1675–1698: Johann Christoph Richter
- 1698–1721: Paul Christian Albinus
- 1721–1759 Adam Christian Elbinger
- 1759–1799 Johann Christian Adolph Wilcke
- 1799–1812 Georg Wilhelm Prahmer
- 1812–1825: Johann Joachim Chrysander
- 1825–1857: Karl Busch
- 1857–1877: Friedrich Adolf Harmuth
- 1877–1904: Otto Uhlmann
- 1904–1908: Johann Karl Gustav Hinz
- 1908–1932: Adolf Benecke
- 1932–?:
- – : Pf. Walter Schumann
- um 1948: Pf. Riemer
- ? – 1977: Herbert Kurz
- 1977–1985: Peter Engel
- 1985–1990: Peter Johann
- 1990–2005: Bruno Müller
- seit 2005 Martina Sieder